# Anteris
Anteris is een geslacht van vliesvleugelige insecten van de familie Scelionidae.

## Soorten
- A. bilineata Thomson, 1859
- A. erdosi (Szabó, 1958)
- A. perplexa (Kieffer, 1908)
- A. scutellaris Thomson, 1859
- A. simulans Kieffer, 1908